# Wydziedziczeni
Wydziedziczeni (tyt. oryg. The Dispossessed) – wydana w 1974 r. powieść fantastyczna autorstwa Ursuli K. Le Guin rozgrywająca się w świecie Ekumeny. W Polsce po raz pierwszy wydana przez Phantom Press w 1993 w tłumaczeniu Łukasza Nicpana (ISBN 83-7075-502-X).
Powieść otrzymała nagrody Nebula w 1974 r. oraz Hugo i Locusa w 1975 r.

## Inspiracje
Tytuł oryginału (The Dispossessed) prawdopodobnie nawiązuje do powieści Fiodora Dostojewskiego Biesy (ang. The Possessed – Opętani).
Autorka wciela tu w życie Hipotezę Sapira-Whorfa, która twierdzi, że używany język wpływa w mniejszym lub większym stopniu na sposób myślenia. Ze sztucznie stworzonego języka mieszkańców Annares usunięto sformułowania kojarzące się z Urras i panującym tam zwalczanym ustrojem, zwłaszcza dotyczące własności (pieniądz, religia, małżeństwo, wojsko, więzienie, prostytucja, żebractwo, służba, bank, zakupy, hazard). Sugeruje się także używanie określonych sformułowań, mających na celu wyplenienie poczucia posiadania czegokolwiek.
W scenie z zabawą w więzienie autorka nawiązuje do słynnego eksperymentu więziennego przeprowadzonego w 1971 r. przez Philipa Zimbardo na Uniwersytecie Stanforda.
Imię głównego bohatera (Szevek) autorka złożyła z nazwisk dwóch emigrantów poznanych w latach 30. na Uniwersytecie w Berkeley: rosyjskiego psychologa George V. Szewiakowa i współpracownika ojca autorki, Alfreda Kroebera, polskiego antropologa Stanisława Klimka.
Lech Jęczmyk twierdzi, że fabuła jest „dobrze zamaskowaną dyskusją nad przekazaniem tajemnicy broni atomowej Sowietom”.

## Fabuła
Akcja powieści rozgrywa się na rywalizujących planetach: Urras i jej satelicie Anarres. Mieszkańcy tej drugiej wywodzą się z rewolucjonistów, którzy sto kilkadziesiąt lat przed wydarzeniami tu opisywanymi wyzwolili się spod władzy urraskich kapitalistów i osiedlili na satelicie. Jako że wywodzili się oni z anarchistycznego ruchu Odo, obecnie na planecie nie ma żadnego rządu, panuje formalna anarchia, ale faktycznie polecenia wydają komitety rewolucyjne. Ustrój przypomina nieco izraelskie kibuce.
Bohaterem powieści jest fizyk Szevek, który próbuje stworzyć uniwersalną teorię czasu. Udaje mu się to, ale na Anarres nikt nie potrzebuje zasady jednoczesności, dzięki której możliwy jest natychmiastowy transport informacji do dowolnego miejsca wszechświata, a więc stworzenie ansibla, urządzenia do natychmiastowej komunikacji. By opublikować swoje odkrycie, Szevek musi samotnie pokonać wiele przeciwności. W końcu leci na znienawidzoną przez swoich krajan planetę Urras, żegnany jako zdrajca. Tam odkrywa, że rozwinięte państwo kapitalistyczne także jest dalekie od ideału, i staje się działaczem podziemia, przez co musi uciekać z Urras przez ziemską ambasadę. Idee swoje Szevek darowuje ludzkości.